# 鹿島御子神社
鹿島御子神社（かしまみこじんじゃ）は、福島県南相馬市鹿島区にある神社である。
旧社格は郷社。行方郡延喜式式内社八座のうちの一座である。

## 祭神
- 天足別命（武甕槌神の御子神、天児屋命と同神とする説も存在するが定かではない[1][2]）、志那都比古命・志那都比売命を主祭神として祀る。

## 由緒
神代に天足別命（あまたりわけのみこと・あまたらしわけのみこと）は、父神である武甕槌神・経津主神と経津主神の御子神である阿佐比古命とともに奥州の邪気（邪鬼）を平定するために降臨したという伝承が東北地方の神社には残されている。
由緒書によると、天足別命は奥州平定後は当地へ残り、社殿を設けて鎮座したことが当社の創建だという。
景行天皇の時代には、日本武尊が東征での武運長久を祈願したところ霊験があり、反抗する賊徒たちを無事平定することができた。そのことから、鹿島御子神社は軍神として武人から特に崇敬を集めるようになった。
往古は現在の鎮座地から南へ200mほどの場所に社殿があったが、平城天皇の時代である大同元年（806年）には現在地へ遷座した。現在も往古の鎮座地には「鹿島御子神社旧蹟」と描かれた石標が立てられている。神官や社僧も多く、神領17石を有し、鹿島神宮からも毎年奉幣を受ける地位にあった。

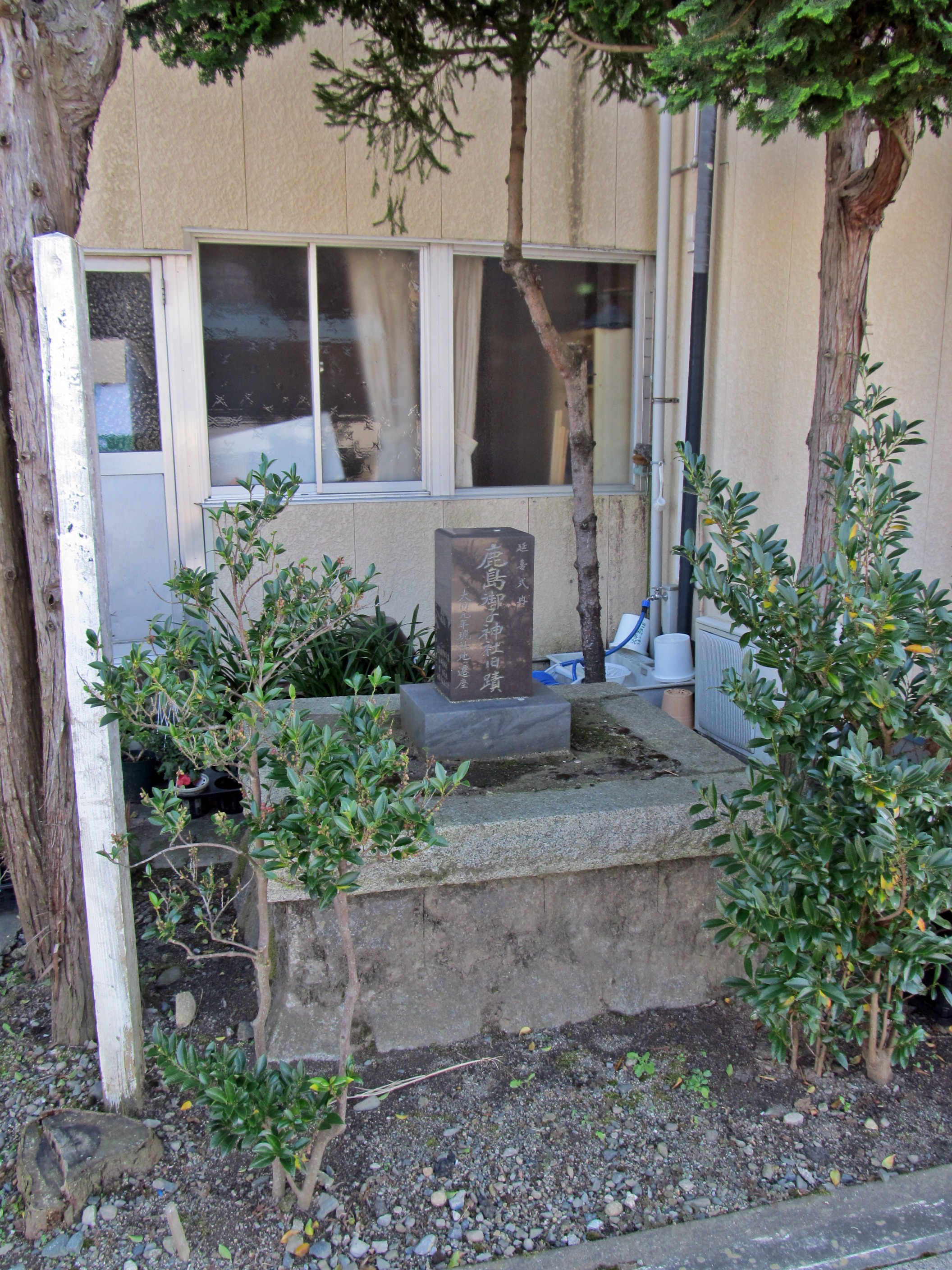
鹿島御子神社旧蹟石標

醍醐天皇の時代である延喜5年（905年）、鹿島御子神社は軍神・鎮火の神・医術の神として霊験があり、多くの崇敬者から信仰を集める由緒ある神社であったことから、陸奥国延喜式式内社百座のうちの一座に列せられた。醍醐天皇も自ら武運長久を祈願し、御神体を奉納したという。歴史書「奥相志」によれば、御神体は「衣冠の騎馬像」であるという。
寛永13年（1635年）には、当社を尊崇していた相馬義胤により社殿の補修・祭典費の供進・神地の献納が行われた。それ以降も、明治維新の頃まで歴代の相馬藩主により篤く崇敬され続けた。
1876年（明治9年）11年に郷社に指定され、1926年（大正15年）には幣帛供進使参向指定社となった。

## 特殊神事『鎮火祭』
鹿島御子神社では、特殊神事として『鎮火祭』という神事が催行されている。この神事には祭神である天足別命に関する伝説がある。
天足別命が当地にやってきた時、稚児沼というところへ仮宮を設けた。当時、現在の鹿島地方では「大六天魔王」と名乗る賊徒が暴れまわっていた。
ある朝未明、大六天魔王ら賊徒が天足別命の仮宮を襲い放火した。天足別命は直ちに「火伏せの神事」を行なって、四方八方へと広がる猛火を速やかに鎮めた。そのとき、鹿島大神の神使である鹿が多数現れ、川から濡れた笹を口に咥えて持ってきて、天足別命の仮宮を水で潤して火が再び燃えあがることに備えたのだという。その後、天足別命の御神徳によって、大六天魔王ら賊徒は平定され、二度と横行することはなかったと伝わる。
鎮火祭は、上記の伝説に基づく神事である。
- 毎年1月14日：「火伏祭」
  - 午後6時、法被姿の若者たちが町の大通りの民家一軒一軒に「火伏せー、火伏せー」と唱えながら神霊の宿る御神水をかけて走り抜ける。
- 翌日1月15日早朝：「天燈籠祭」
  - 御神歌や神楽の奉納が行われ、天燈籠を掲げて旧社地で神事が催行される。旧社地からの帰り道、神職は沿道の氏子たちから浄水をかけられる。その後、神官は冬の寒さで衣冠が氷結したまま社殿へと戻り、天下の罪穢を祓い清め、一年の火伏せの祈願と氏子崇敬者の諸祈願を行うという。

## 境内
- 社殿（拝殿・幣殿・本殿）
- 要石
- 大欅：境内には「夫婦欅」と呼ばれる大欅が2本ある。樹齢300年以上（神社によれば樹齢1000年）と云われ、「福島県緑の文化財」に登録され[3]、2022年（令和4年）に福島県指定天然記念物に指定されている[4]。
- 雷神社（祭神：雷神）：五穀豊穣を司る農業神として祀られている。
- 足尾神社：祭神不明、道先案内の神であり、また、足の病を持つ人が靴や草履を奉納して平癒祈願するという。
- 聖徳太子石祠：聖徳太子を祀る。土木工事業者・建築業者から崇敬されているという。
- その他に、境内には社務所、イチョウの木、忠魂碑、俳人「鬼風」の句碑がある。社務所と社殿をつなぐ回廊には、東日本大震災で被災した当地へボランティア活動に来た有志により奉納された震災復興祈願・原子力災害鎮静祈願の絵馬が飾られている。なお、大震災から11年後の2022年3月に発生した福島県沖地震では、境内の鳥居が倒壊するなどの被害が出た[5]。

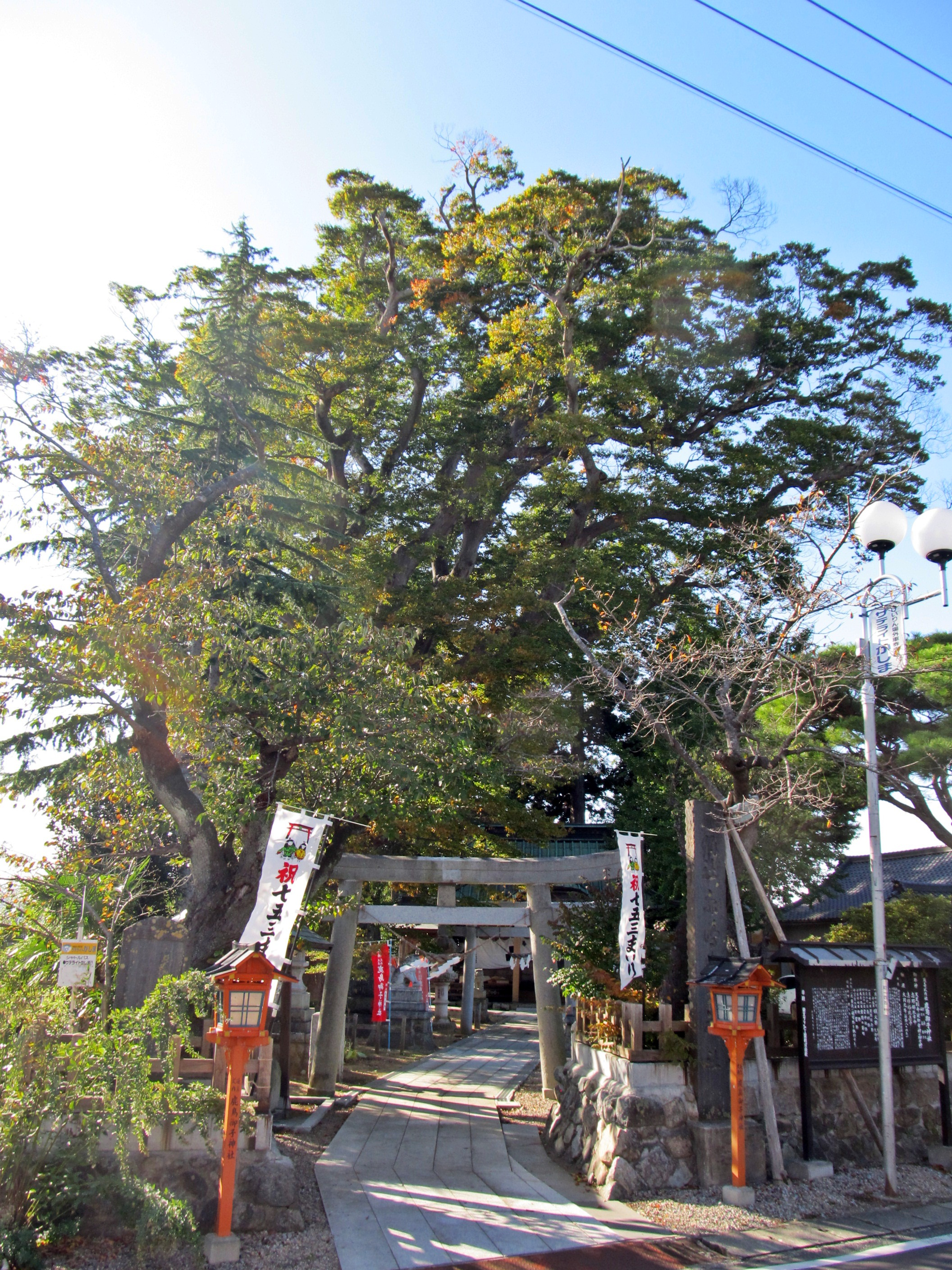
鹿島御子神社第一鳥居
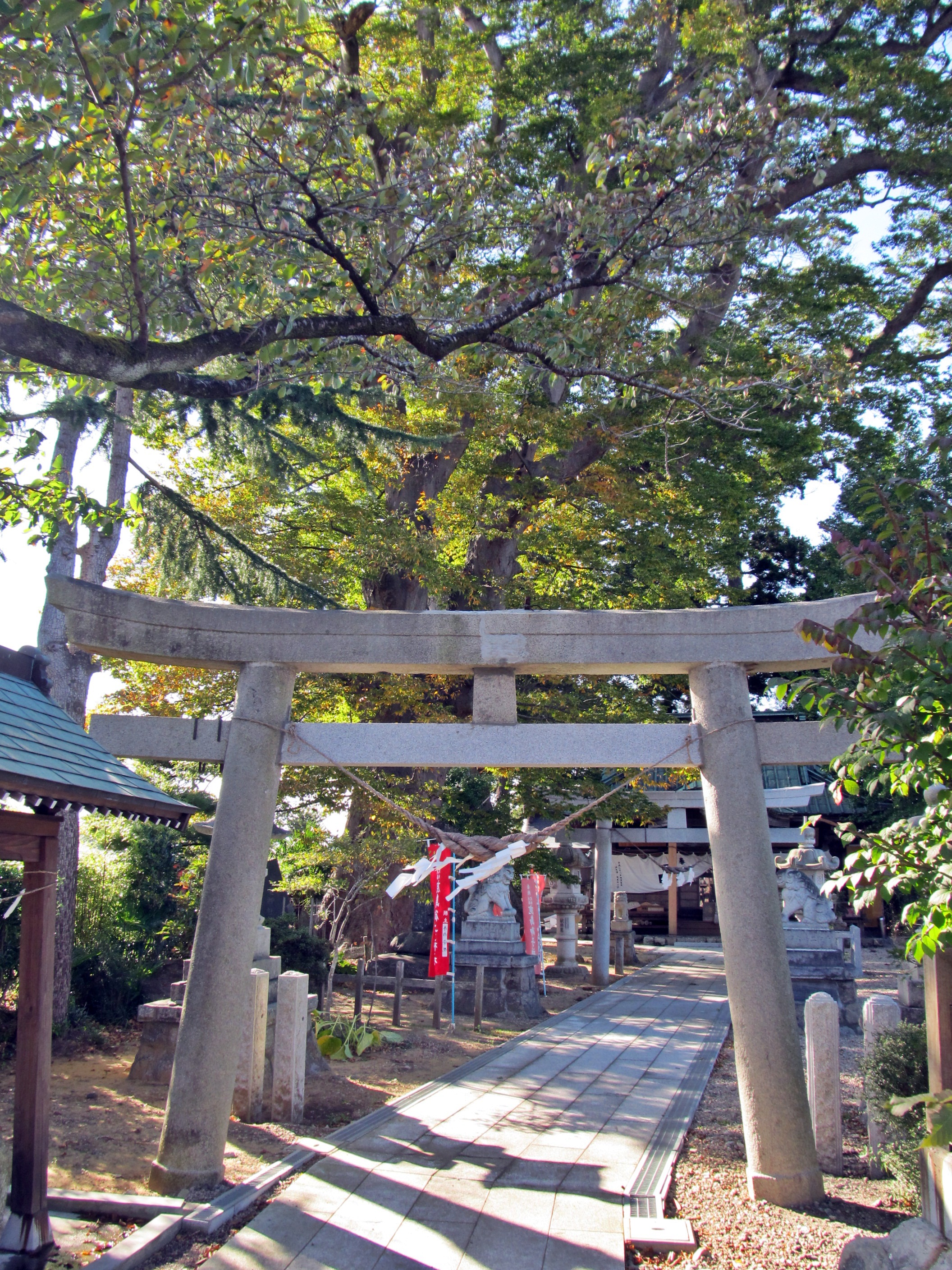
鹿島御子神社第二鳥居
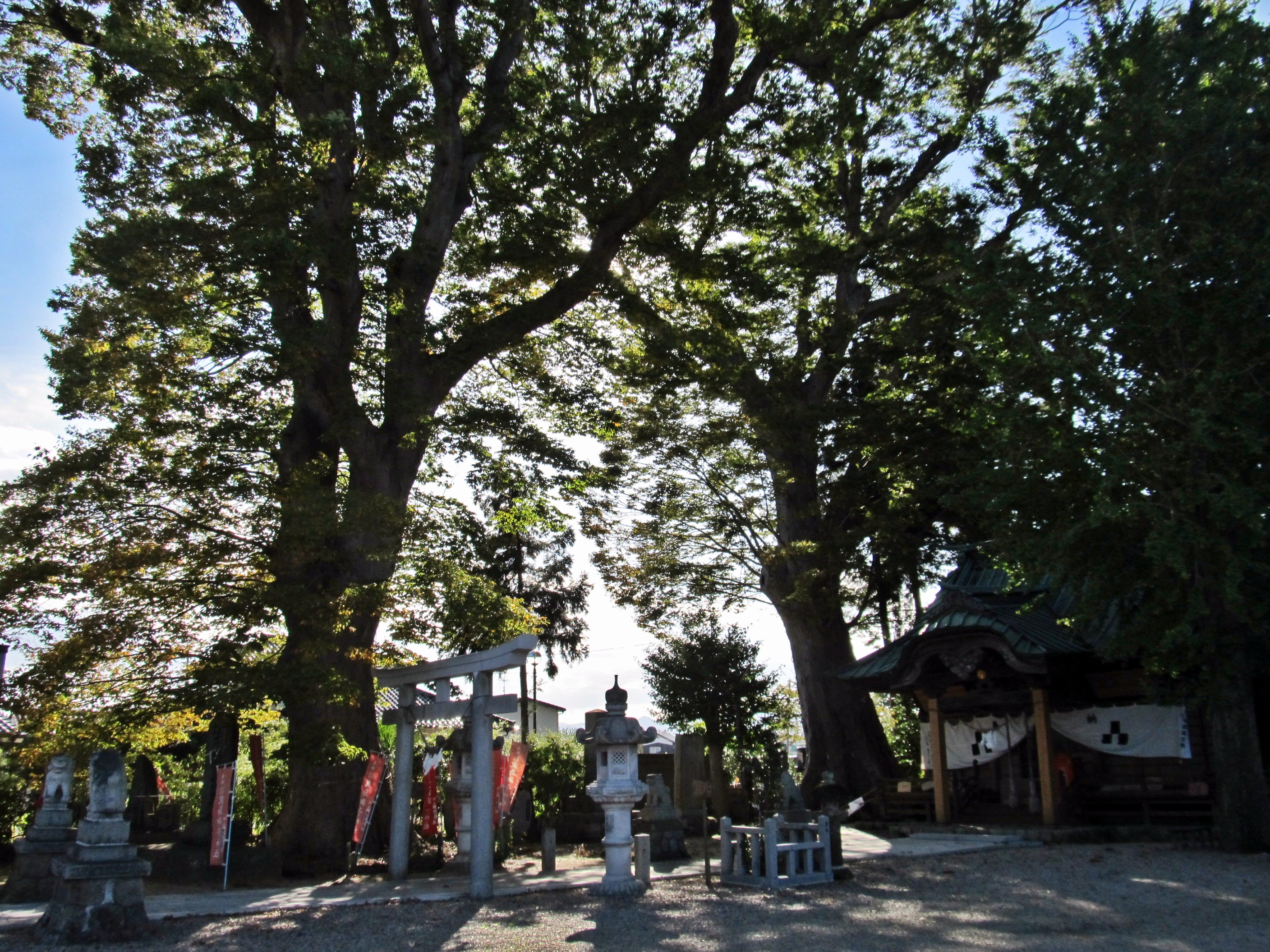
境内 社殿と夫婦欅、要石が見える
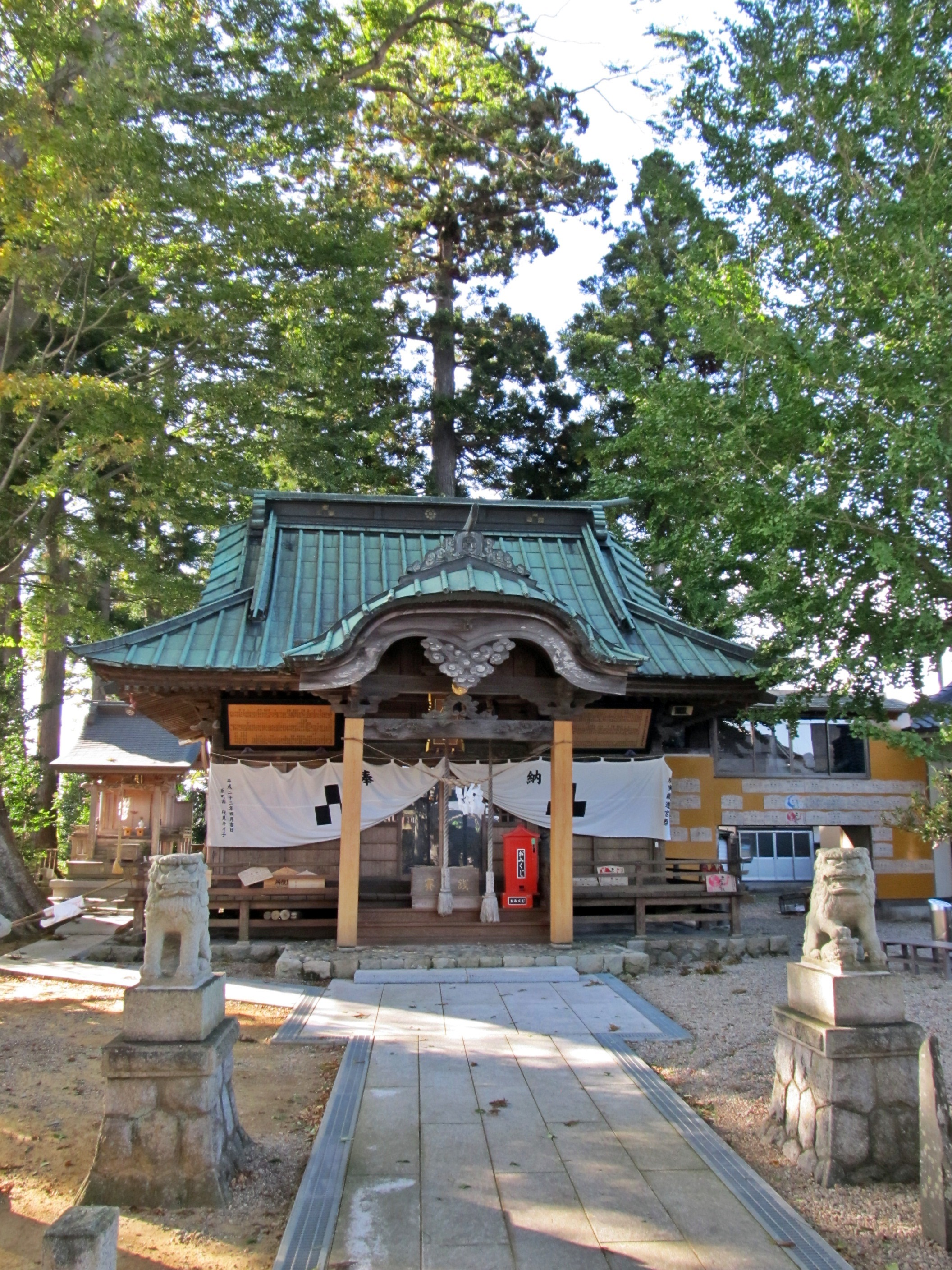
鹿島御子神社拝殿
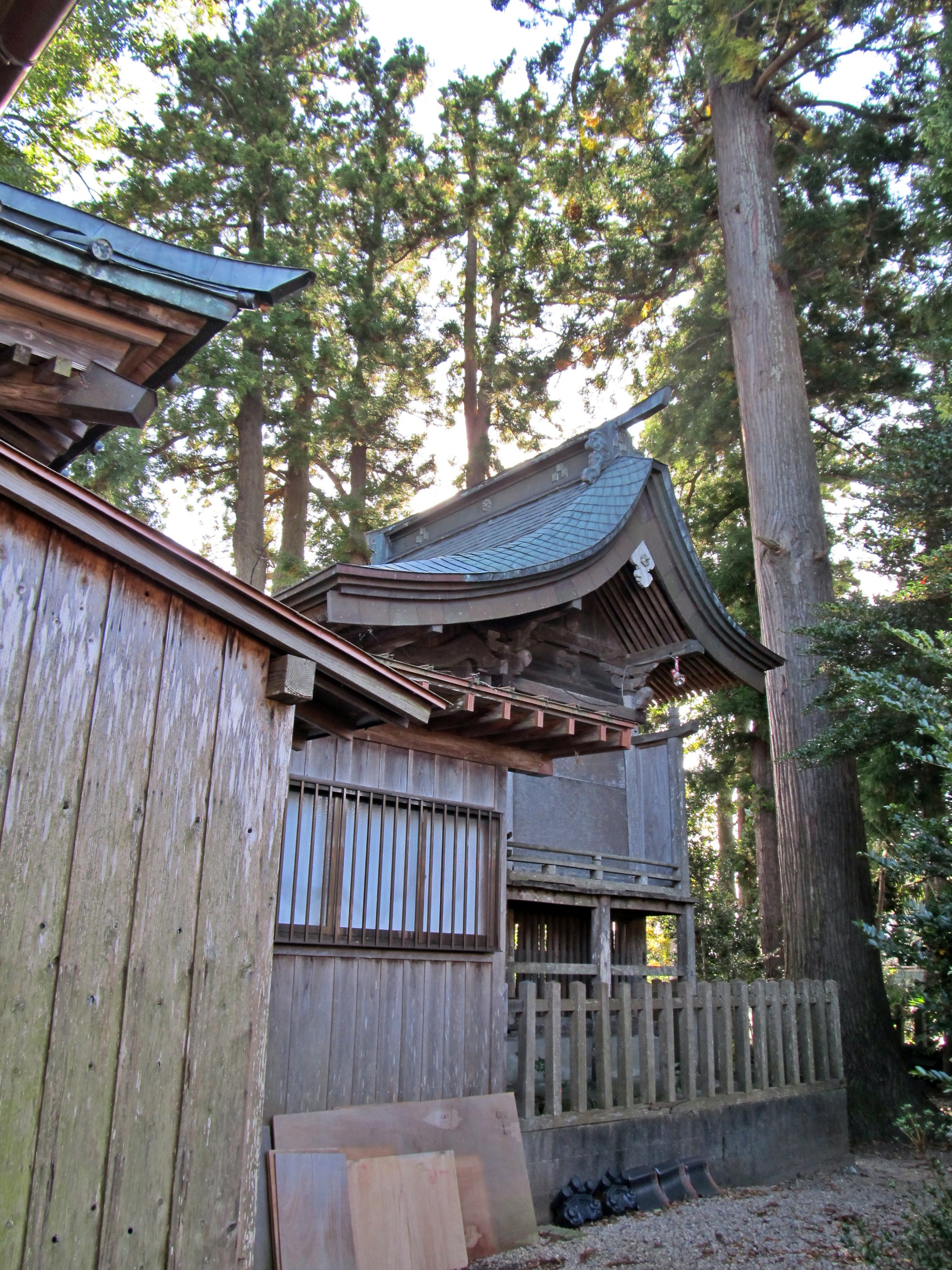
鹿島御子神社本殿
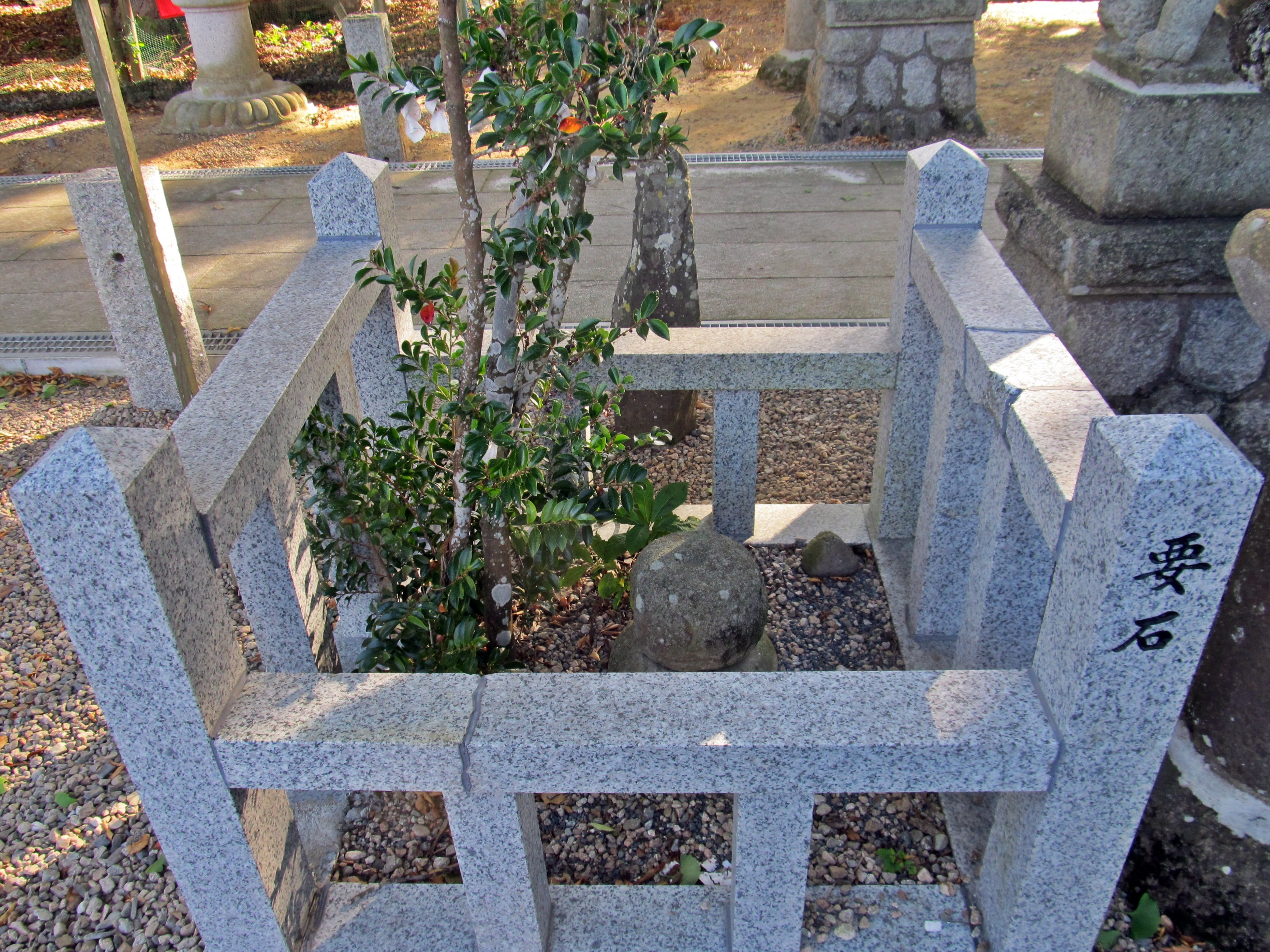
鹿島御子神社の要石
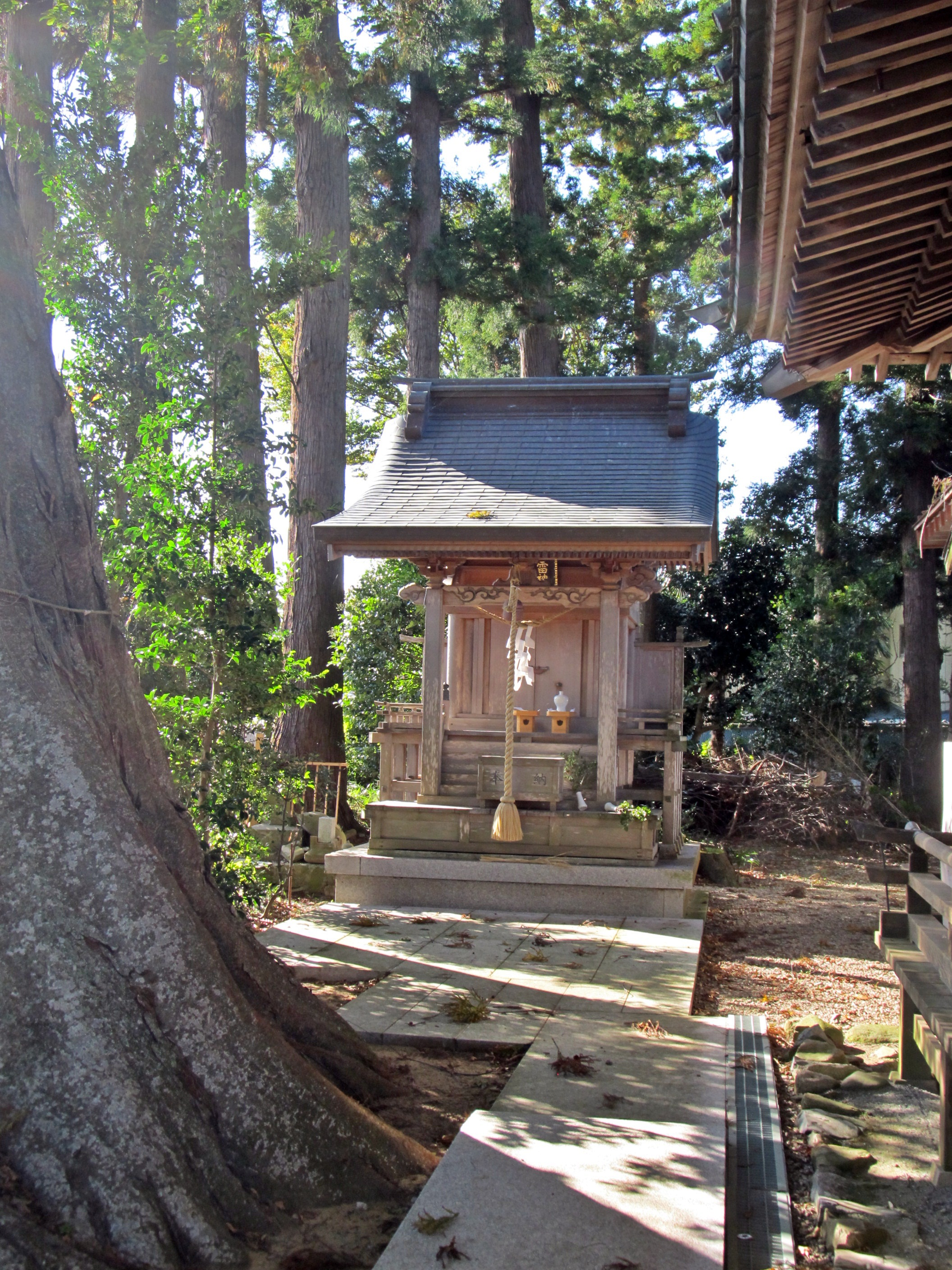
雷神社
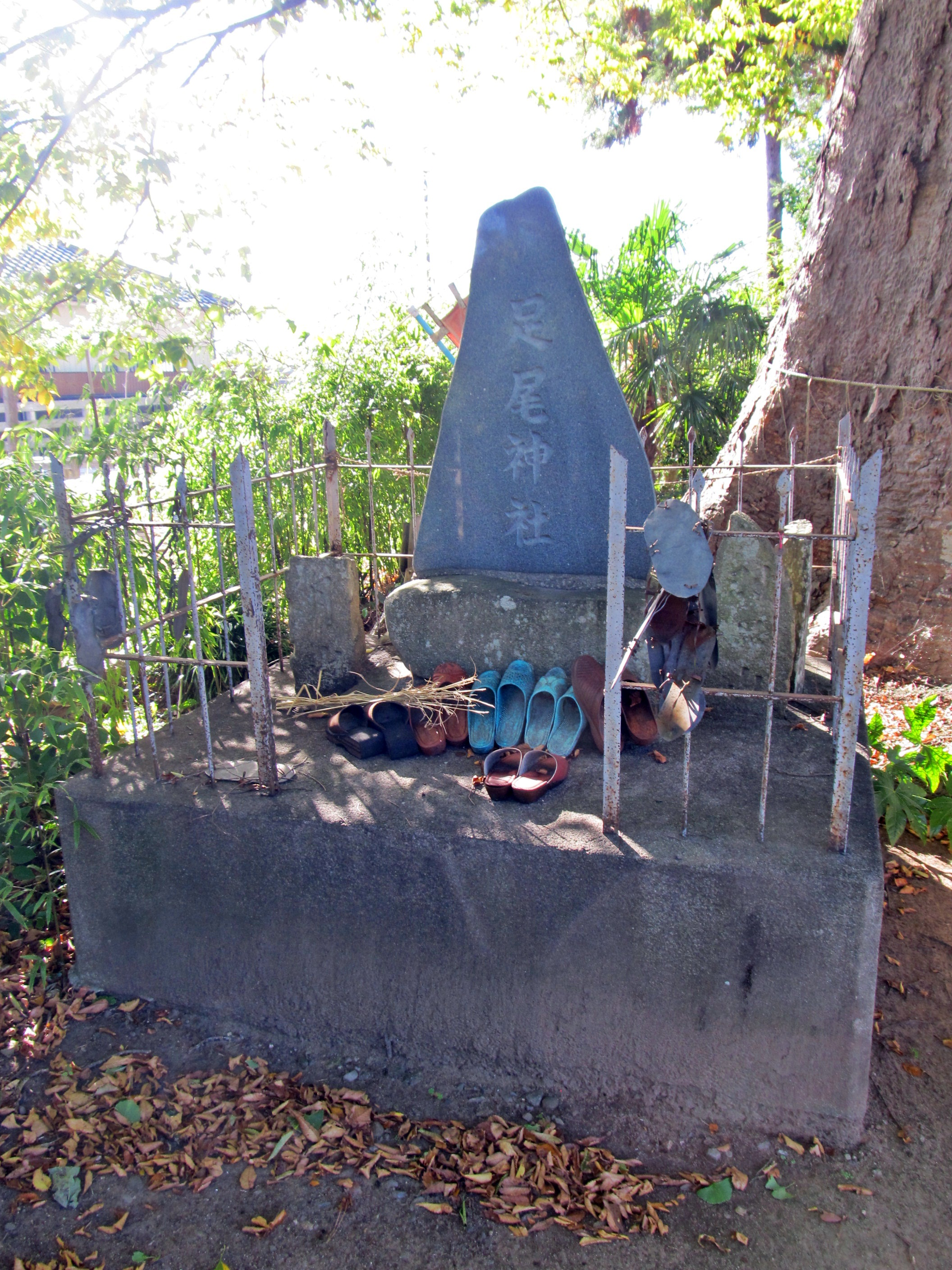
足尾神社
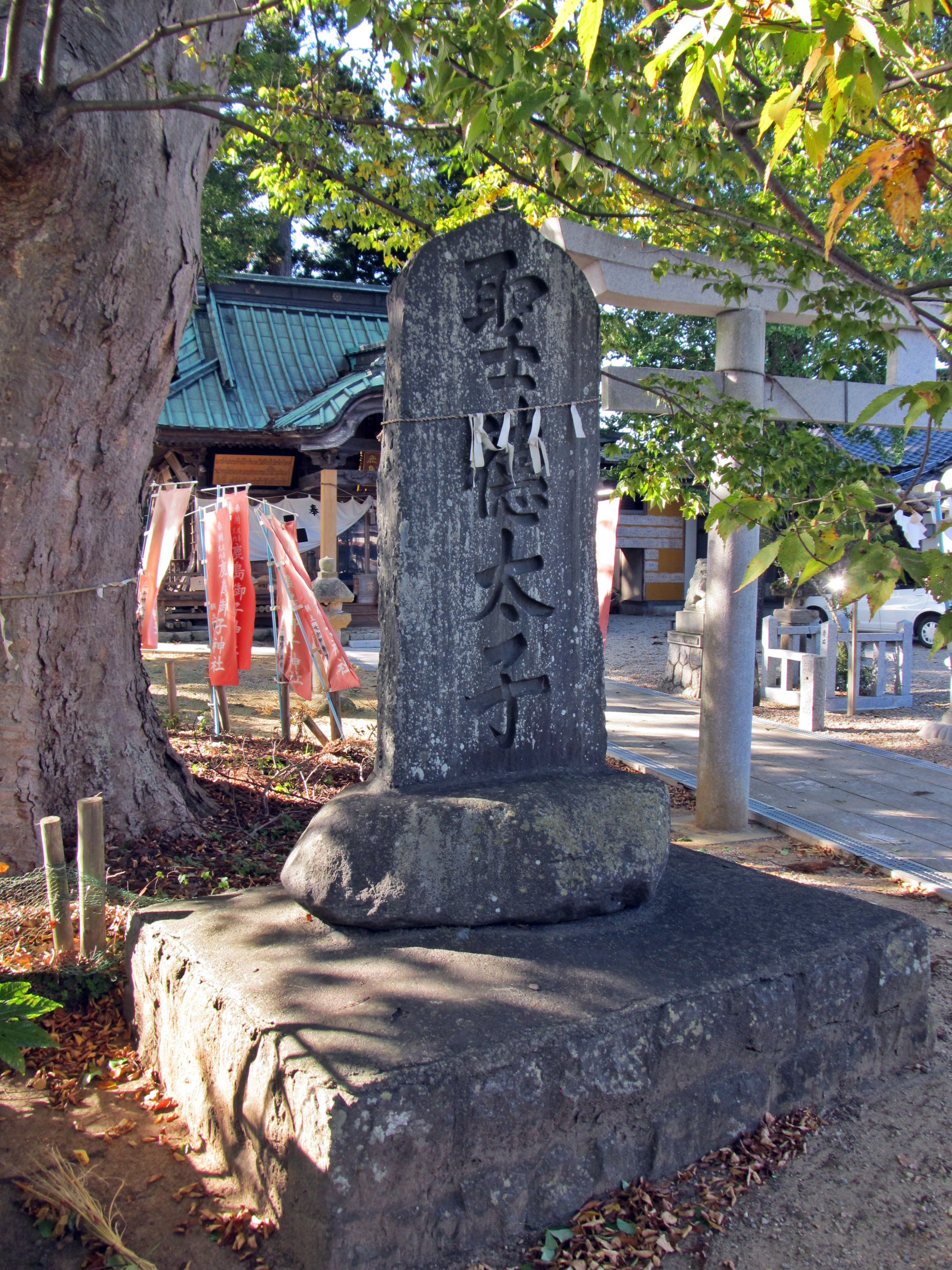
聖徳太子の石祠
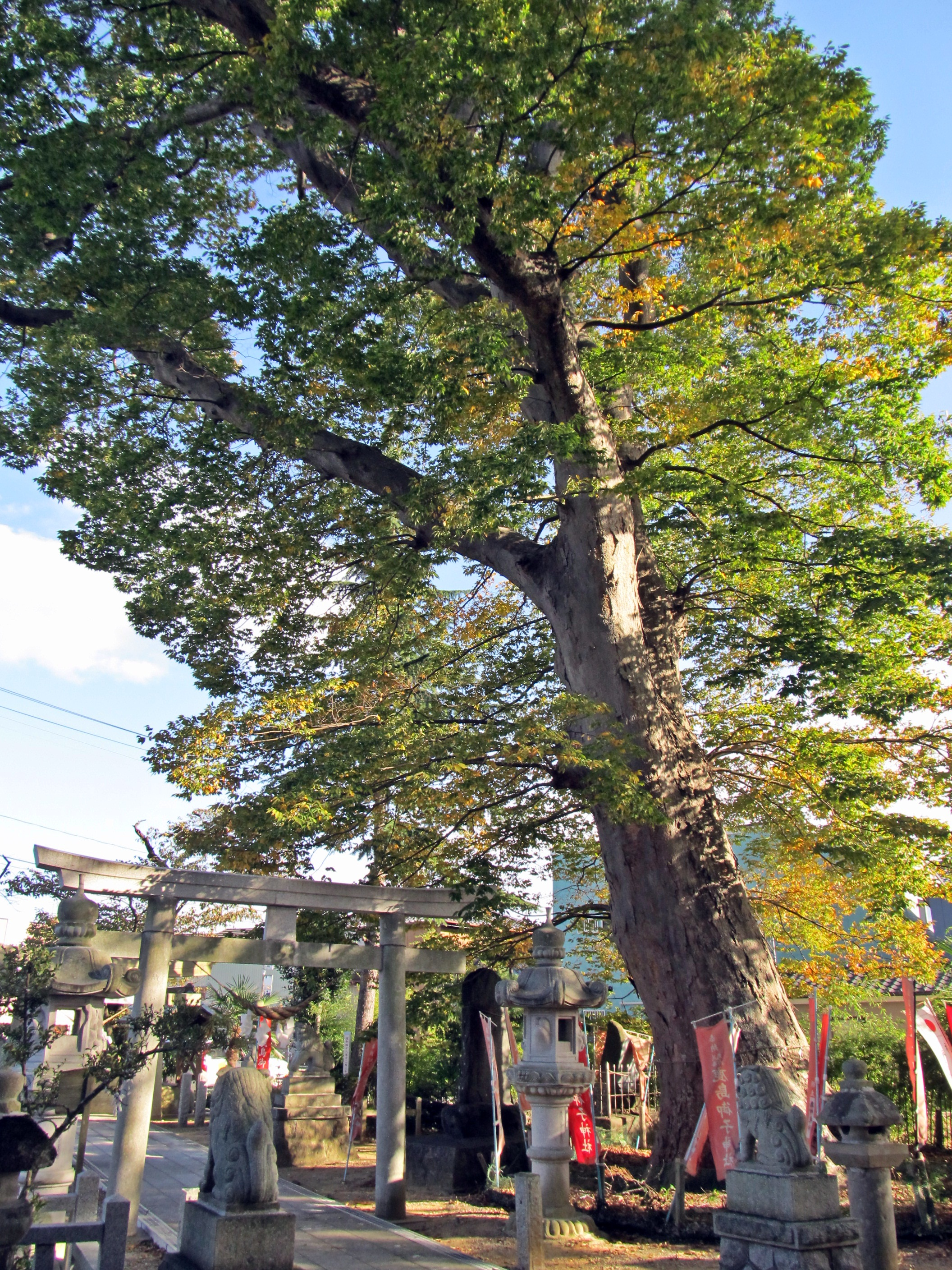
鹿島御子神社の大けやき
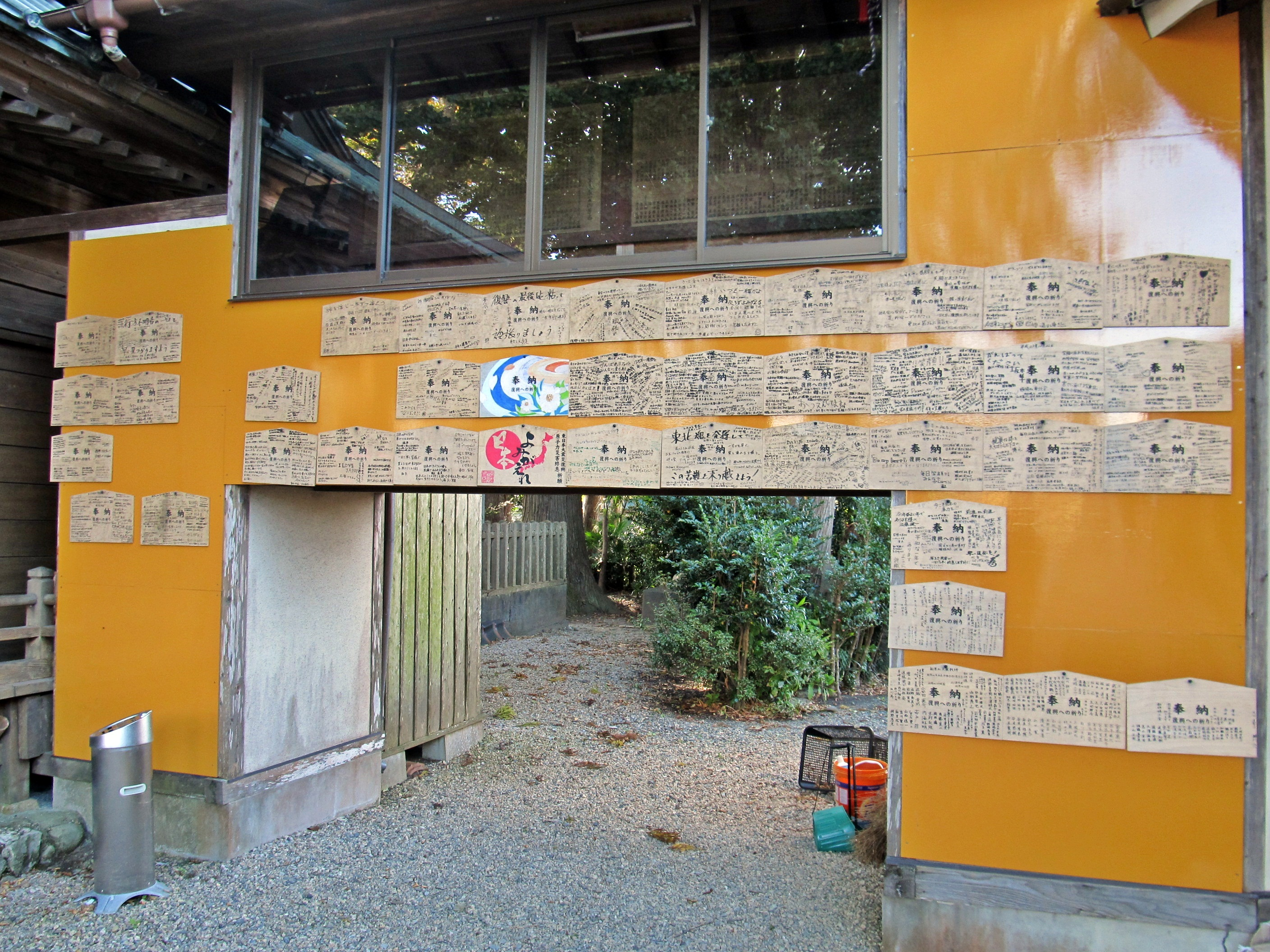
回廊に飾られた震災復興祈願絵馬

## 交通
- 東日本旅客鉄道（JR東日本）常磐線鹿島駅から徒歩5分。